# Cryptus lanceolatus
Cryptus lanceolatus là một loài tò vò trong họ Ichneumonidae.